# Irmingerovo moře
Irmingerovo moře je okrajové moře na severu Atlantského oceánu mezi Grónskem a Islandem jižně od Dánského průlivu, který jej odděluje od Grónského moře. Na jihozápadě sahá až k nejjižnějšímu bodu Grónska, mysu Farvel, kde se stýká s Labradorským mořem.
Irmingerovo moře má délku 480 kilometrů a šířku 290 kilometrů. Jeho celková rozloha je zhruba 800 000 čtverečních kilometrů. Pojmenováno je po dánském viceadmirálu a hydrografovi Carlu Irmingerovi (1802–1888), jehož jméno nese také Irmingerův proud.
Irmingerovo moře je tradiční a důležitou oblastí rybolovu okouníka zlatavého.